# 朝鮮民謡の主題による変奏曲
朝鮮民謡の主題による変奏曲（ちょうせんみんよう の しゅだい による へんそうきょく 英語：Variations on a Korean Folk Song ）は、アメリカ合衆国の作曲家ジョン・バーンズ・チャンスが1965年に作曲した吹奏楽曲である。名前の通り、朝鮮半島の民謡を主題とした変奏曲であり、『アリラン』の旋律を使用している。チャンスは、1950年代の朝鮮戦争にアメリカ陸軍の一員として韓国を訪れたときにこの旋律を耳にした。
チャンスはこの曲で1966年のABAオストウォルド賞を受賞した。

## 編成
| 木管 | 木管                      | 金管 | 金管 | 弦・打 | 弦・打                                                          |
| ---- | ------------------------- | ---- | ---- | ------ | --------------------------------------------------------------- |
| Fl.  | 2, Picc.                  | Tp.  | 3    | Cb.    | ●                                                               |
| Ob.  | 2                         | Hr.  | 4    | Timp.  | ●                                                               |
| Fg.  | 2                         | Tbn. | 3    | 他     | Xylo., Vib., Glock., Temple Block, S.D., B.D., Cym., Tri., Gong |
| Cl.  | 3, E♭, Alto, Bass, C-Bass | Bar. | ●    | 他     | Xylo., Vib., Glock., Temple Block, S.D., B.D., Cym., Tri., Gong |
| Sax. | Alt. 2 Ten. 1 Bar. 1      | Tub. | ●    | 他     | Xylo., Vib., Glock., Temple Block, S.D., B.D., Cym., Tri., Gong |

## 曲の構成
『アリラン』による変奏曲であり、主題と5つの変奏からなる。主題は16小節から成り、4小節ずつ大きく4つの節に分かれる。第2節と第4節は同一のメロディーである。演奏時間は約7分。
主題 - Con moto
主題は2回呈示される。一回目の呈示は変イ調のユニゾンで、クラリネットの低音域から始まり、小節が増えていくたびに、フルート、ピッコロに受け継がれる。
二回目の呈示は変ニ長調に変わり、ユーフォニアム、アルトサクソフォーン、テナーサクソフォーンが吹いてホルンが入る。第3節で初めて二つに分かれるが、第4節でユニゾンに戻る。主題の最後から2小節目の反復により、呈示の小終結部を構成する。
第1変奏 - Vivace
変ト長調。主題が16分音符の速いパッセージに変奏され、楽器法を変えて3回反復される。はじめは木管楽器と木魚が演奏し、次にトゥッティになる。基本的にユニゾンながら、途中、1拍ずれた2声のカノン、1拍ずつずれた3声のカノンを成す。最後に、吹奏楽全体がユニゾンでこの変奏の核となる16分音符の動機を演奏して終わる。
第2変奏 - Larghetto
変ホ短調、ゆったりとした変奏。オーボエのソロにより主題が反行型で変奏される。フルート、ホルンに受け継がれた後、短縮された形で、オーボエに戻ってくる。
最後は変ハ長調に変わり、トランペットのソロにより主題の第1節が元の形で示される。
第3変奏 - Allegro con brio
変ロ長調、6/8拍子の行進曲。トランペットが8分音符で、主題を変奏する。木管が異なる調で反復した後、変ロ長調に戻ってトゥッティで演奏され、行進は最高潮に達する。メロディーの最後の小節から、全音音階によって下降し、低い嬰ヘ音に達する。
第4変奏 - Sostenuto
ロ長調、3/2拍子の非常にゆったりとしたコラールによる変奏。最も低い声部は最も高い声部の反行形になっており、2つの外声が上下対称の動きを形成している。主題の前半は木管によって演奏され、後半から金管も入り壮大に演奏される。
第5変奏 - Con Islancio
変ロ長調、3/4拍子。第5変奏では、主題の第3節の4小節がオスティナートのように反復される。はじめはメロディーを抜いた形で打楽器により示され、その後、ビブラフォンと木管により、ユニゾンによる4声のカノンがストレットのように3小節ずれて入ってくる。4声がすべて揃うと、主題が音価を3倍にして、金管により演奏される。この部分は、金管が各小節を2つに分割し、木管は各小節を3つに分割したような、ヘミオラのリズムが特徴であるので、指揮者によっては、1小節単位で振ることがある。
金管による演奏は主題の二回目の呈示の再現に相当し、さらに曲尾ではトゥッティで第1変奏の16分音符の動機を再現して終わる。